# 水内村 (広島県)
水内村（みのちむら）は、広島県佐伯郡にあった村。現在の広島市佐伯区の一部にあたる。

## 地理
- 河川：水内川[1]

## 歴史
- 1889年（明治22年）4月1日、町村制の施行により、佐伯郡和田村、下村、麦谷村が合併して村制施行し、水内村が発足[1][2]。
- 1911年（明治44年）下字久日市・松原に耕地整理組合を設立し30町余の耕地整理を実施した[1]。
- 1956年（昭和31年）9月30日、佐伯郡砂谷村、上水内村と合併し、町制施行し湯来町を新設して廃止された[1][2]。

## 産業
- 農業、養蚕、大麻[1]。

## 名所・旧跡
- 湯の山温泉[3]